# Grevillea phanerophlebia
Grevillea phanerophlebia är en tvåhjärtbladig växtart som beskrevs av Diels.. Grevillea phanerophlebia ingår i släktet Grevillea och familjen Proteaceae. Inga underarter finns listade i Catalogue of Life.